# Dan Chebac
Dan Chebac (n. 3 ianuarie 1952, Găești, județul Dâmbovița) este un muzician, cântăreț și compozitor român de muzică folk și pop-rock. De profesie inginer, el este cantautor de muzică folk și pop-rock, unul dintre primii membri ai Cenaclului Flacăra, în care a activat între 1973 și 1975.
După un debut promițător cu formația „Grup 120”, a scris, împreună cu Octavian Constantinescu, muzica spectacolului teatral „Sânziana și Pepelea”, de Vasile Alecsandri, prezentat la I.A.T.C. București în stagiunea 1971-1972. În toamna anului 1973, a intrat în circuitul folk cu piesele „Balada morții”, „Cântecul unui om”, „Hanul Stăncuței”, „Rar”. A lansat, pentru prima oară în România, coverul lui Bob Dylan „Blowin’ in the Wind” și „Vânare de vânt”, reluat, apoi, de Florian Pittiș și de mulți alți folkiști, în versiunea tradusă de poetul Adrian Păunescu.
În anul 1976, a editat un disc (EP, vinil), la Casa de discuri Electrecord, care a inclus cântecele „Celor ce nu iubesc arta”, „Războinicii” și „Toți”, în anul 1977, a apărut compilația Folk (LP, vinil), incluzând o versiune live a piesei „Caii liberi” , iar în anul 2019, a produs albumul de autor „Cântece despre... caii liberi”, colaborând cu o echipă de muzicieni profesioniști italieni, în frunte cu chitaristul, aranjorul și producătorul Gianluca D’Alessio. În anul 2022, a produs un nou album de autor cu 12 compoziții noi, intitulat „Nu mă cunoști...”, înregistrat la Roma, împreună cu aceiași echipă.  În anul 2023, Editura Integral din București a publicat volumul „Dan Chebac – Revelația unor generații”, de Ioana Doreanu, conținând interviuri despre cunoscutul și apreciatul folkist. 
În 1981, s-a stabilit în Occident, mai întâi în Germania, apoi în Italia, unde a lucrat ca inginer până la ieșirea la pensie (ianuarie 2019). După 2017, Dan Chebac a revenit mai des în România pentru a susține concerte și a lansa albume noi.

## Discografie

### Discuri proprii
1. Muzică folk, Electrecord, 45 STM-EDC 10.483, trimestrul II, 1976 (vinyl, extended play)[1]
2. Celor ce nu iubesc arta, Vinyl, Rum, Tapas & Wine, VRTW 013, 24.03.2019 (UFe remix, file, single)[6]
3. Cîntece despre... caii liberi, regie proprie, trimestrul II, 2019 (compact disc, album) [3][7]
4. Nu mă cunoști..., regie proprie, trimestrul II, 2022 (compact disc, album); regie proprie, trimestrul I, 2023 (vinyl, long play, album)[4][8]

### Discuri colective
1. Muzică folk, volumul 1, Electrecord, STC 0.032, trimestrul I, 1977 (casetă audio, compilație) – reeditat[9]
2. Folk, Electrecord, EDE 01.449, trimestrul IV, 1977 (vinyl, long play, compilație) – reeditat[2]
3. Folk, volumul 2, Electrecord, STC 0.062, trimestrul I, 1979 (casetă audio, compilație)[10]

## Piese din repertoriu
1. Balada morții(muzică: Dan Chebac; text: George Topîrceanu)
2. Blowin’ In The Wind (muzică: Bob Dylan; text: Bob Dylan)
3. Vînare de vînt(muzică: Bob Dylan; text: Bob Dylan, traducere: Adrian Păunescu)
4. Caii liberi(muzică: Dan Chebac; text: Adrian Păunescu)
5. Ce frumoasă ești!(muzică: Dan Chebac; text: Adrian Păunescu)
6. Celor ce nu iubesc arta (muzică: Dan Chebac; text: Adrian Păunescu)
7. Cine m-aude cîntînd(muzică: Dan Chebac; text: folclor)
8. Cîntec pentru tine / Your Song(muzică: Elton John; text: Bernie Taupin, traducere: Adrian Păunescu)
9. Cîntecul unui om (muzică: Dan Chebac; text: Ion Minulescu)
10. Contraste (muzică: Dan Chebac; text: Adrian Păunescu)
11. Copilărie (muzică: Dan Chebac; text: Andrei Maftei)
12. Cu tine (muzică: Dan Chebac; text: Manuela Cerasela Jerlăianu)
13. Dansul sub stele(muzică: Dan Chebac; text: Andrei Maftei)
14. Între rău și bine(muzică: Dan Chebac; text: Adrian Păunescu)
15. La Hanul Stăncuței(muzică: Dan Chebac; text: folclor)
16. N-ai dreptul să mă judeci (muzică: Dan Chebac; text: Maria Marinescu)
17. Plouă (muzică: Dan Chebac; text: George Topîrceanu)
18. Poveste de seară(muzică: Dan Chebac; text: Maria Marinescu)
19. Punțile de lemn(muzică: Dan Chebac; text: Andrei Maftei)
20. Rar(muzică: Dan Chebac; text: George Bacovia)
21. Războinicii(muzică: Dan Chebac; text: Adrian Păunescuu)
22. Să nu mă-ntrebi(muzică: Dan Chebac; text: Maria Marinescu)
23. Seara(muzică: Dan Chebac; text: Andrei Maftei)
24. Te-aștept în gara viselor pierdute(muzică: Dan Chebac; text: Maria Marinescu)
25. Toți(muzică: Dan Chebac; text: Adrian Păunescu)
26. Ultimul anotimp(muzică: Dan Chebac; text: Maria Marinescu)

## Premii
1. Mențiune la Festivalul Studențesc Trubadurii Politehnicii din București – ediția a II-a (Institutul Politehnic București, 1971)
2. Premiul I la Festivalul Studențesc Trubadurii Politehnicii din București – ediția a III-a (Institutul Politehnic București, 1972)
3. Premiul I la Festivalul Studențesc Trubadurii Politehnicii din București – ediția a IV-a (Institutul Politehnic București, 1973)
4. Marele premiu la Festivalul Studențesc Trubadurii Politehnicii din București – ediția a V-a (Institutul Politehnic București, 1974)
5. Marele premiu la Festivalul Festivalul Național Studențesc de Muzică și Poezie Primăvara baladelor din București – ediția a II-a, ”Ex-Aequo” cu Mircea Vintilă(revista Flacăra, 1974)
6. Premiul pentru sensul muzicii sale al revistei Flacăra (revista Flacăra, 1974)
7. Premiul primăverii la Festivalul de primăvară Flacăra din București (revista Flacăra, 1975)
8. Marele premiu la Festivalul de vară Flacăra din București (revista Flacăra, 1975)
9. Premiul anual al Cenaclului Flacăra (revista Flacăra, 1975)
10. Premiul special al revistei Flacăra (revista Flacăra, 1975)